# Marc Pinta
Marc Pinta est un constructeur naval français, basé à La Rochelle, en Charente-Maritime.

## Historique
Après avoir navigué à bord du Pen Duick VI d'Éric Tabarly, Marc Pinta crée un chantier naval en 1979, dans un hangar abandonné du port de La Rochelle sur le bassin des Chalutiers face à l'Encan. En 1983, il construit pour Jean-François Fountaine le catamaran Charente-Maritime 2. 
À partir des années 1980, Marc Pinta se spécialise dans la construction de voiliers de course, tout en sous-traitant pour des chantiers comme Jeantot Marine ou Kirié.
Après le Vendée Globe 1996-1997 marqué par de nombreux chavirages et la disparition de Gerry Roufs, et le chavirage de PRB en 1999, Marc Pinta décide de ne plus construire de 60 pieds Open et se consacre aux voiliers de croisière rapide.
En 2011, le chantier fusionne avec TechniYachts, spécialisé dans l'entretien de voiliers de plaisance. Le dernier voilier construit par Marc Pinta est lancé en janvier 2012.

## Liste de voiliers construits par Marc Pinta
| Année | Nom du voilier              | Type de voilier | Nom du skipper     | Architecte       | Commentaires |
| ----- | --------------------------- | --------------- | ------------------ | ---------------- | --- |
| 1981  | Charente-Maritime           | Grand catamaran | Pierre Follenfant  |                  | Détruit lors d'un chargement sur un cargo en 1983 en Martinique. Une élingue casse et le bateau s'écrase sur le pont du cargo. |
| 1986  | UAP                         | 60 pieds Open   | Jean-Yves Terlain  | Joubert-Nivelt   | |
| 1984  | Charente-Maritime 2         | 60 pieds Open   | Pierre Follenfant  | Joubert-Nivelt   | Construit en coopération avec le chantier Hervé                                                                                |
| 1990  | Groupe Sceta                | 60 pieds Open   | Christophe Auguin  | Finot-Conq       | Cacolac d'Aquitaine (1992-1994) Crédit immobilier de France 2 (1996-1998) GEB-Fauba (1999-2001)                                |
| 1991  | Ville de Paris              | Class America   | Marc Pajot         |                  | Réalisation du pont |
| 1989  | Ville de Cherbourg          | 60 pieds Open   | Halvard Mabire     | Joubert-Nivelt   | |
| 1993  | Écureuil-Poitou-Charentes 2 | 60 pieds Open   | Isabelle Autissier | Berret-Racoupeau | le 1er 60' à quille orientable                                                                                                 |
| 1996  | PRB 2                       | 60 pieds Open   | Isabelle Autissier | Finot-Conq       | |